# Serie A Gold (pallamano maschile)
Il campionato di Serie A Gold maschile è il massimo campionato nazionale italiano di pallamano maschile.
Organizzato dalla Federazione Italiana Giuoco Handball, esso si svolge dalla stagione 1969-70 e da allora si è sempre svolto senza interruzioni, con eccezione della stagione 2019-2020 dove il titolo non è stato assegnato a causa della pandemia di COVID-19. In passato fu noto come Serie A, Serie A1, Serie A Élite e Serie A - 1ª Divisione Nazionale, per poi tornare nel 2018 alla denominazione di Serie A1 e cambiare nuovamente in Serie A Gold. A luglio 2020 viene ufficializzata la partnership con l'azienda Fratelli Beretta per la sponsorizzazione del campionato, che dura sino al termine del campionato 2021-2022.
Il torneo, su base nazionale, si svolge con le 14 squadre partecipanti che si affrontano con la formula del girone all'italiana con partite di andata e ritorno (stagione regolare) e successivi playoff, che si tiene normalmente da settembre a maggio, alla fine della quale si decidono la squadra campione d'Italia e le squadre retrocedenti in categoria inferiore.
Al di sotto della Serie A Gold si trovano la Serie A Silver, a carattere nazionale, la Serie A Bronze, suddivisa in tre gironi a carattere territoriale e la Serie B (quarta e ultima serie), che è organizzata su gironi regionali.
La vittoria nel campionato dà al club vincitore il titolo di campione d'Italia per la stagione successiva; a tutto il 2020 la squadra ad avere vinto più titoli è la Pallamano Trieste, con 17; l'attuale club campione è la Pallamano Conversano che ha vinto l'edizione del campionato 2024-2025. A tutto il 2025 le edizioni del torneo disputate sono 56.
Per la stagione 2024-2025 il campionato è al 26º posto del Ranking EHF: tale posizione consegna in dote tre posti per l'EHF European Cup, la terza coppa continentale.

## Storia
Gli inizi della pallamano in Italia sono legati al pionierismo di Aurelio Chiappero che, a Pavia, promosse l'attività agonistica del Gruppo italiano pallamano in due riprese, prima nel 1940 e poi subito dopo il 1945.
Fu Chiappero, prima che la carenza di fondi portasse alla paralisi del gruppo nel 1947, a rappresentare la Federazione Pallamano "non ancora affiliata al CONI" che prese parte, solo con voto consultivo, al primo Congresso elettivo del CONI del 27 luglio 1946.
La ripresa avvenne nella metà degli anni Sessanta quando lo sport cominciò a essere introdotto nelle scuole, e quando, spinto dall’ammissione della disciplina nel novero degli sport olimpici, il CONI istituì un comitato promotore che ebbe come presidente Eugenio Enrile, ispettore al ministero della Pubblica Istruzione, e come segretario Chiappero.
Il 20 dicembre 1969 Mario Costantini firmò l'atto costitutivo della FIGH (Federazione Italiana Giuoco Handball) e il 6 febbraio 1971 nell'Assemblea elettiva di Roma ne diventò il primo presidente.
Avuta la qualifica di "sport riconosciuto" il 22 dicembre 1971, la FIGH entrò a far parte del CONI con la qualifica di "aderente" il 19 dicembre 1974, diventando "effettiva" nel corso del 57º C.N. del 22 febbraio 1979.

## Denominazione
Nel corso delle varie stagioni il torneo ha assunto le seguenti denominazioni:
- dalla stagione 1969-70 alla stagione 1985-86: Serie A;
- dalla stagione 1986-87 alla stagione 2004-05: Serie A1;
- dalla stagione 2005-06 alla stagione 2011-12: Serie A Élite;
- dalla stagione 2012-13 alla stagione 2017-18: Serie A - 1ª Divisione Nazionale;
- dalla stagione 2018-19 alla stagione 2021-2022: Serie A1;
- dalla stagione 2022-2023: Serie A Gold.

## Formula

### Stagione regolare
Le 14 squadre si scontrano in un girone all'italiana con gare di andata e ritorno. Al termine dei playoff scudetto, la prima classificata viene proclamata campione d'Italia, mentre l'ultima classificata in stagione regolare e la sconfitta dei playout retrocedono in A Silver.
Per ogni incontro i punti assegnati in classifica sono così determinati:
- due punti per la squadra che vinca l'incontro;
- un punto per squadra in caso di pareggio;
- zero punti per la squadra che perda l'incontro.

### Coppe europee
Il torneo serve anche a qualificare, per la stagione successiva, i club per la partecipazione alle coppe europee ed in particolare, dalla stagione 2019/2020:
- la 1ª classificata acquisisce il diritto a partecipare alla EHF European Cup;
- la 2ª classificata acquisisce il diritto a partecipare alla EHF European Cup;
- la 3ª classificata acquisisce il diritto a partecipare alla EHF European Cup.

## Albo d'oro
| Edizione    | Vincitore            | N° Titolo            | 2º classificato      | Note                 |
| ----------- | -------------------- | -------------------- | -------------------- | -------------------- |
| 1969 - 1970 | Buscaglione Roma     | 1º titolo            | Bruno Sport Roma     |                      |
| 1970 - 1971 | Flaminio Genovesi    | 1º titolo            | Rovereto             |                      |
| 1971 - 1972 | CUS Verona           | 1º titolo            | C.S. Esercito        |                      |
| 1972 - 1973 | C.S. Esercito        | 1º titolo            | Rovereto             |                      |
| 1973 - 1974 | Rovereto             | 1º titolo            | Teramo               |                      |
| 1974 - 1975 | Rovereto             | 2º titolo            | Bologna 1969         |                      |
| 1975 - 1976 | Trieste              | 1º titolo            | Rovereto             |                      |
| 1976 - 1977 | Trieste              | 2º titolo            | Rovereto             |                      |
| 1977 - 1978 | Rovereto             | 3º titolo            | Trieste              |                      |
| 1978 - 1979 | Trieste              | 3º titolo            | Rovereto             |                      |
| 1979 - 1980 | Rovereto             | 4º titolo            | Trieste              |                      |
| 1980 - 1981 | Trieste              | 4º titolo            | Cassano Magnago      |                      |
| 1981 - 1982 | Trieste              | 5º titolo            | Cassano Magnago      |                      |
| 1982 - 1983 | Trieste              | 6º titolo            | Teramo               |                      |
| 1983 - 1984 | Scafati              | 1º titolo            | Trieste              |                      |
| 1984 - 1985 | Trieste              | 7º titolo            | Brixen               |                      |
| 1985 - 1986 | Trieste              | 8º titolo            | Scafati              |                      |
| 1986 - 1987 | Ortigia              | 1º titolo            | Trieste              |                      |
| 1987 - 1988 | Ortigia              | 2º titolo            | Brixen               |                      |
| 1988 - 1989 | Ortigia              | 3º titolo            | Brixen               |                      |
| 1989 - 1990 | Trieste              | 9º titolo            | Ortigia              |                      |
| 1990 - 1991 | Brixen               | 1º titolo            | Trieste              |                      |
| 1991 - 1992 | Brixen               | 2º titolo            | Trieste              |                      |
| 1992 - 1993 | Trieste              | 10º titolo           | Ortigia              |                      |
| 1993 - 1994 | Trieste              | 11º titolo           | Prato                |                      |
| 1994 - 1995 | Trieste              | 12º titolo           | Black Devils         |                      |
| 1995 - 1996 | Trieste              | 13º titolo           | Ortigia              |                      |
| 1996 - 1997 | Trieste              | 14º titolo           | Modena               |                      |
| 1997 - 1998 | Prato                | 1º titolo            | Trieste              |                      |
| 1998 - 1999 | Prato                | 2º titolo            | Trieste              |                      |
| 1999 - 2000 | Trieste              | 15º titolo           | Prato                |                      |
| 2000 - 2001 | Trieste              | 16º titolo           | Conversano           |                      |
| 2001 - 2002 | Trieste              | 17º titolo           | Prato                |                      |
| 2002 - 2003 | Conversano           | 1º titolo            | Prato                |                      |
| 2003 - 2004 | Conversano           | 2º titolo            | Black Devils         |                      |
| 2004 - 2005 | Meran                | 1º titolo            | Trieste              |                      |
| 2005 - 2006 | Conversano           | 3º titolo            | Brixen               |                      |
| 2006 - 2007 | Casarano             | 1º titolo            | Bologna United       |                      |
| 2007 - 2008 | Casarano             | 2º titolo            | Conversano           |                      |
| 2008 - 2009 | Casarano             | 3º titolo            | Conversano           |                      |
| 2009 - 2010 | Conversano           | 4º titolo            | Casarano             |                      |
| 2010 - 2011 | Conversano           | 5º titolo            | Bologna United       |                      |
| 2011 - 2012 | Bozen                | 1º titolo            | Conversano           |                      |
| 2012 - 2013 | Bozen                | 2º titolo            | Pressano             |                      |
| 2013 - 2014 | Junior Fasano        | 1º titolo            | Bozen                |                      |
| 2014 - 2015 | Bozen                | 3º titolo            | Junior Fasano        |                      |
| 2015 - 2016 | Junior Fasano        | 2º titolo            | Bozen                |                      |
| 2016 - 2017 | Bozen                | 4º titolo            | Junior Fasano        |                      |
| 2017 - 2018 | Junior Fasano        | 3º titolo            | Conversano           |                      |
| 2018 - 2019 | Bozen                | 5º titolo            | Pressano             |                      |
| 2019 - 2020 | Titolo non assegnato | Titolo non assegnato | Titolo non assegnato | Titolo non assegnato |
| 2020 - 2021 | Conversano           | 6º titolo            | Sassari              |                      |
| 2021 - 2022 | Conversano           | 7º titolo            | Junior Fasano        |                      |
| 2022 - 2023 | Junior Fasano        | 4º titolo            | Sassari              |                      |
| 2023 - 2024 | Junior Fasano        | 5º titolo            | Brixen               |                      |
| 2024 - 2025 | Conversano           | 8º titolo            | Black Devils         |                      |

|  |

### Riepilogo vittorie per club
| Numero | Club              | Città      | Anni |
| ------ | ----------------- | ---------- | --- |
| 17     | Trieste           | Trieste    | 1975-76, 1976-77, 1978-79, 1980-81, 1981-82, 1982-83, 1984-85, 1985-86, 1989-90, 1992-93 1993-94, 1994-95, 1995-96, 1996-97, 1999-00, 2000-01, 2001-02 |
| 8      | Conversano        | Conversano | 2002-03, 2003-04, 2005-06, 2009-10, 2010-11, 2020-21, 2021-22, 2024-25                                                                                 |
| 5      | Junior Fasano     | Fasano     | 2013-14, 2015-16, 2017-18, 2022-23, 2023-24 |
| 5      | Bozen             | Bolzano    | 2011-12, 2012-13, 2014-15, 2016-17, 2018-19 |
| 4      | Rovereto          | Rovereto   | 1973-74, 1974-75, 1977-78, 1979-80 |
| 3      | Casarano          | Casarano   | 2006-07, 2007-08, 2008-09 |
| 3      | Ortigia           | Siracusa   | 1986-87, 1987-88, 1988-89 |
| 2      | Prato             | Prato      | 1997-98, 1998-99 |
| 2      | Brixen            | Bressanone | 1990-91, 1991-92 |
| 1      | Meran             | Merano     | 2004-05 |
| 1      | Scafati           | Scafati    | 1983-84 |
| 1      | C.S. Esercito     | Roma       | 1972-73 |
| 1      | CUS Verona        | Verona     | 1971-72 |
| 1      | Flaminio Genovesi | Roma       | 1970-71 |
| 1      | Buscaglione Roma  | Roma       | 1969-70 |

### Riepilogo vittorie per città
| Numero | Città      | Anni |
| ------ | ---------- | --- |
| 17     | Trieste    | 1975-76, 1976-77, 1978-79, 1980-81, 1981-82, 1982-83, 1984-85, 1985-86, 1989-90, 1992-93 1993-94, 1994-95, 1995-96, 1996-97, 1999-00, 2000-01, 2001-02 |
| 8      | Conversano | 2002-03, 2003-04, 2005-06, 2009-10, 2010-11, 2020-21, 2021-22, 2024-25                                                                                 |
| 5      | Fasano     | 2013-14, 2015-16, 2017-18, 2022-23, 2023-24 |
| 5      | Bolzano    | 2011-12, 2012-13, 2014-15, 2016-17, 2018-19 |
| 4      | Rovereto   | 1973-74, 1974-75, 1977-78, 1979-80 |
| 3      | Casarano   | 2006-07, 2007-08, 2008-09 |
| 3      | Siracusa   | 1986-87, 1987-88, 1988-89 |
| 3      | Roma       | 1969-70, 1970-71, 1972-73 |
| 2      | Prato      | 1997-98, 1998-99 |
| 2      | Bressanone | 1990-91, 1991-92 |
| 1      | Merano     | 2004-05 |
| 1      | Scafati    | 1983-84 |
| 1      | Verona     | 1971-72 |

### Riepilogo vittorie per regioni
| Numero | Regione               | Anni |
| ------ | --------------------- | --- |
| 17     | Friuli-Venezia Giulia | 1975-76, 1976-77, 1978-79, 1980-81, 1981-82, 1982-83, 1984-85, 1985-86, 1989-90, 1992-93 1993-94, 1994-95, 1995-96, 1996-97, 1999-00, 2000-01, 2001-02 |
| 16     | Puglia                | 2002-03, 2003-04, 2005-06, 2006-07, 2007-08, 2008-09, 2009-10, 2010-11, 2013-14, 2015-16 2017-18, 2020-21, 2021-22, 2022-23, 2023-24, 2024-25          |
| 12     | Trentino-Alto Adige   | 1973-74, 1974-75, 1977-78, 1979-80, 1990-91, 1991-92, 2004-05, 2011-12, 2012-13, 2014-15 2016-17, 2018-19                                              |
| 3      | Sicilia               | 1986-87, 1987-88, 1988-89 |
| 3      | Lazio                 | 1969-70, 1970-71, 1972-1973 |
| 2      | Toscana               | 1997-98, 1998-99 |
| 1      | Campania              | 1983-84 |
| 1      | Veneto                | 1971-72 |

## Finali dei play-off
| Serie            | Stagione | Partecipanti/Incontro                 | Risultato Serie | Risultati Partite                                 | Vincitore  |
| ---------------- | -------- | ------------------------------------- | --------------- | ------------------------------------------------- | ---------- |
| A                | 1982-83  | Bressanone, Scafati, Teramo, Trieste. |                 | Girone Finale                                     | Trieste    |
| A                | 1983-84  | Scafati - Trieste                     | 2 - 1           | 23-20; 13-24; 26-19.                              | Scafati    |
| A                | 1984-85  | Trieste - Bressanone                  | 2 - 0           | 27-19; 26-21.                                     | Trieste    |
| A1               | 1986-87  | Trieste - Siracusa                    | 1 - 2           | 30-23; 19-24; 29-31.                              | Siracusa   |
| A1               | 1987-88  | Bressanone - Siracusa                 | 1 - 2           | 23-20; 18-22; 18-19.                              | Siracusa   |
| A1               | 1988-89  | Siracusa - Bressanone                 | 2 - 0           | 16-13; 21-17.                                     | Siracusa   |
| A1               | 1989-90  | Siracusa - Trieste                    | 0 - 2           | 18-20; 18-21.                                     | Trieste    |
| A1               | 1990-91  | Bressanone - Trieste                  | 3 - 1           | 19-18; 20-21; 33-32; 19-15.                       | Bressanone |
| A1               | 1991-92  | Bressanone - Trieste                  | 3 - 0           | 20-19; 28-23; 23-21.                              | Bressanone |
| A1               | 1992-93  | Trieste - Siracusa                    | 3 - 2           | 21-19; 20-22; 20-21; 20-19; 22-18.                | Trieste    |
| A1               | 1993-94  | Trieste - Prato                       | 2 - 1           | 26-22; 19-21; 22-19.                              | Trieste    |
| A1               | 1994-95  | Trieste - Merano                      | 2 - 0           | 27-24; 24-20.                                     | Trieste    |
| A1               | 1995-96  | Trieste - Siracusa                    | 2 - 0           | 23-15; 17-17.                                     | Trieste    |
| A1               | 1996-97  | Trieste - Modena                      | 2 - 0           | 25-24; 24-22.                                     | Trieste    |
| A1               | 1997-98  | Prato - Trieste                       | 2 - 1           | 24-20; 20-24; 23-19.                              | Prato      |
| A1               | 1998-99  | Prato - Trieste                       | 2 - 1           | 27-21; 22-23; 22-16.                              | Prato      |
| A1               | 1999-00  | Trieste - Prato                       | 2 - 0           | 28-22; 23-17                                      | Trieste    |
| A1               | 2000-01  | Trieste - Conversano                  | 3 - 0           | 26-20; 25-23; 34-29.                              | Trieste    |
| A1               | 2001-02  | Trieste - Prato                       | 3 - 1           | 20-27; 24-22; 20-19; 29-25.                       | Trieste    |
| A1               | 2002-03  | Conversano - Prato                    | 2 - 0           | 27-17; 5-0.                                       | Conversano |
| A1               | 2003-04  | Conversano - Merano                   | 3 - 0           | 28-20; 28-23; 33-26.                              | Conversano |
| A1               | 2004-05  | Trieste - Merano                      | 1 - 2           | 35-31; 25-33; 31-35.                              | Merano     |
| A Élite          | 2005-06  | Conversano - Bressanone               | 3 - 0           | 30-22; 28-21; 24-22.                              | Conversano |
| A Élite          | 2006-07  | Casarano - Bologna                    | 3 - 0           | 32-25; 29-27; 34-33.                              | Casarano   |
| A Élite          | 2007-08  | Bologna, Casarano, Conversano, Fasano |                 | Girone Finale                                     | Casarano   |
| A Élite          | 2008-09  | Conversano - Casarano                 | 0 - 2           | 30-34; 26-35.                                     | Casarano   |
| A Élite          | 2009-10  | Conversano - Casarano                 | 3 - 0           | 36-25; 31-27; 41-29.                              | Conversano |
| A Élite          | 2010-11  | Conversano - Bologna                  | 65 - 59         | 31-26; 34-33 (serie andata e ritorno senza bella) | Conversano |
| A Élite          | 2011-12  | Bolzano - Conversano                  | 2 - 1           | 29-28; 29-32; 22-21.                              | Bolzano    |
| A - 1ª Div. Naz. | 2012-13  | Bolzano - Pressano                    | 56 - 50         | 33-24; 23-26 (serie andata e ritorno senza bella) | Bolzano    |
| A - 1ª Div. Naz. | 2013-14  | Bolzano - Fasano                      | 51 - 51         | 25-24; 26-27 (serie andata e ritorno senza bella) | Fasano     |
| A - 1ª Div. Naz. | 2014-15  | Fasano - Bolzano                      | 47 - 47         | 26-24; 21-23 (serie andata e ritorno senza bella) | Bolzano    |
| A - 1ª Div. Naz. | 2015-16  | Bolzano - Fasano                      | 42 - 55         | 23-24; 19-31 (serie andata e ritorno senza bella) | Fasano     |
| A - 1ª Div. Naz. | 2016-17  | Fasano - Bolzano                      | 0 - 2           | 25-27; 23-28                                      | Bolzano    |
| A - 1ª Div. Naz. | 2017-18  | Fasano - Conversano                   | 2 - 1           | 23-26; 26-18; 29-23                               | Fasano     |
| A1               | 2018-19  | Bolzano - Pressano                    | 2 - 0           | 28-21; 28-17                                      | Bolzano    |
| A1               | 2021-22  | Conversano - Fasano                   | 2 - 0           | 31-24; 28-28                                      | Conversano |
| A Gold           | 2022-23  | Fasano - Sassari                      | 2 - 1           | 32-34; 32-26; 35-32                               | Fasano     |
| A Gold           | 2023-24  | Fasano - Bressanone                   | 2 - 1           | 38-46; 34-28; 28-25                               | Fasano     |
| A Gold           | 2024-25  | Black Devils - Conversano             | 0 - 2           | 28-33; 31-34                                      | Conversano |

## Copertura televisiva
Il 31 agosto 2020 viene ufficializzata la partnership con il sito di broadcasting Eleven Sports, dove verranno trasmesse tutte le partite del campionato in diretta con l'aggiunta delle Final8 di Coppa Italia e la Supercoppa italiana.